# Вігавуська сільська рада
Ві́гавуська сільська рада (ест. Vihavu külanõukogu, рос. Вихавуский сельский совет) — сільська рада в Естонській РСР, адміністративно-територіальна одиниця в складі повіту Тартумаа (1945—1950) та Елваського району (1950—1954).

## Історія
13 вересня 1945 року на території волості Пуг'я в Тартуському повіті утворена Вігавуська сільська рада з центром у селі Порікюла. Головою сільської ради обраний Юган Оямаа (Juhan Ojamaa), секретарем — Відрік Пидер (Vidrik Põder).
26 вересня 1950 року, після скасування в Естонській РСР повітового та волосного поділу, сільська рада ввійшла до складу новоутвореного Елваського сільського району.
17 червня 1954 року в процесі укрупнення сільських рад Естонської РСР Вігавуська сільська рада ліквідована. Її територія склала північно-західну частину Пуг'яської сільської ради.